# Ténès
Ténès är en ort i Algeriet.   Den ligger i provinsen Chlef, i den norra delen av landet, 160 km väster om huvudstaden Alger. Ténès ligger 50 meter över havet och antalet invånare är 35 459.
Terrängen runt Ténès är lite kuperad. Havet är nära Ténès åt nordväst. Runt Ténès är det ganska tätbefolkat, med 207 invånare per kvadratkilometer. Ténès är det största samhället i trakten. Trakten runt Ténès består till största delen av jordbruksmark.